# 丘姆拉
丘姆拉（土耳其語：Çumra）是土耳其的城鎮，由科尼亞省負責管轄，位於該國南部，海拔高度1,020米，該地區自新石器時代有人類居住，主要經濟活動有農業和畜牧業，2000年人口104,576。

## 外部連結
- District governor's official website（页面存档备份，存于） （土耳其文）
- District municipality's official website（页面存档备份，存于） （土耳其文）